# Ґо Ханю
Ґо Ханю (спрощ.: 郭涵煜; піньїнь: Guō Hányù; нар. 18 травня 1998) — китайська тенісистка.
Найвищу одиночну позицію світового рейтингу — 278 місце досягла 23 жовтня 2017, парну — 35 місце — 4 березня 2024 року.
Здобула 4 одиночні туру ITF та 4 парні титули туру WTA.
Найвищим досягненням на турнірах Великого шолома було 3 коло в парному розряді (станом на кінець лютого 2025).

## Фінали Туру WTA

### Парний розряд: 10 (5–5)
| Легенда                |
| ---------------------- |
| Турніри Великого шлему |
| Турніри WTA 1000 (0-1) |
| Турніри WTA 500 (3-1)  |
| Турніри WTA 250 (2–3)  |

| Фінали за покриттям |
| ------------------- |
| Тверде (4–4)        |
| Ґрунт (0–1)         |
| Трава (1–0)         |
| Килим (0–0)         |

| Результат | В-П | Дата     | Турнір                                         | Рівень   | Покриття | Партнерка         | Суперниця                         | Рахунок               |
| --------- | --- | -------- | ---------------------------------------------- | -------- | -------- | ----------------- | --------------------------------- | --------------------- |
| Перемога  | 1–1 | Вер 2023 | Guangzhou International Women's Open, КНР      | WTA 250  | Тверде   | Цзян Сіньюй       | Ері Ходзумі Макото Ніномія        | 6–3, 7–6(7–4)         |
| Поразка   | 0–1 | Вер 2023 | Ningbo International Tennis Open, КНР          | WTA 250  | Тверде   | Цзян Сіньюй       | Віра Звонарьова Лаура Зігемунд    | 6–4, 3–6, [5–10]      |
| Поразка   | 1–2 | Січ 2024 | Hobart International, Австралія                | WTA 250  | Тверде   | Цзян Сіньюй       | Чжань Хаоцін Джуліана Ольмос      | 3–6, 3–6              |
| Поразка   | 1–3 | Лют 2024 | Hua Hin Championships, Таїланд                 | WTA 250  | Тверде   | Цзян Сіньюй       | Мію Като Алділа Сутдж'яді         | 4–6, 6–1, [7–10]      |
| Перемога  | 2–3 | Сер 2024 | Monterrey Open, Мексика                        | WTA 500  | Тверде   | Моніка Нікулеску  | Олександра Панова Джуліана Ольмос | 3-6, 6-3, [10-4]      |
| Перемога  | 3–3 | Жов 2024 | Jiangxi International Women's Tennis Open, КНР | WTA 250  | Тверде   | Моюка Утідзіма    | Катажина Пітер Фанні Штоллар      | 7–6(7–5), 7–5         |
| Перемога  | 4–3 | Січ 2025 | Adelaide International, Австралія              | WTA 500  | Тверде   | Олександра Панова | Беатріс Аддад Мая Лаура Зігемунд  | 7–5, 6–4              |
| Поразка   | 4–4 | Тра 2025 | Internationaux de Strasbourg                   | WTA 500  | Ґрунт    | Ніколь Меліхар    | Тімеа Бабош Луїза Стефані         | 6–3, 6–7(3–7), [10–7] |
| Перемога  | 5–4 | Чер 2025 | Bad Homburg Open, Німеччина                    | WTA 500  | Трава    | Олександра Панова | Людмила Кіченок Еллен Перес       | 4–6, 7–6(7–4), [10–5] |
| Поразка   | 5–5 | Сер 2025 | Мастерс Цинциннаті, США                        | WTA 1000 | Тверде   | Олександра Панова | Габріела Дабровскі Ерін Рутліфф   | 6–4, 6–3              |

## Фінали WTA Challenger

### Парний розряд: 2 (поразки)
| Результат | В-П | Дата     | Турнір            | Покриття | Партнерка  | Суперниці                       | Рахунок             |
| --------- | --- | -------- | ----------------- | -------- | ---------- | ------------------------------- | ------------------- |
| Поразка   | 0–1 | Вер 2017 | Dalian Open, КНР  | Тверде   | Є Цююй     | Лу Цзінцзін Ю Сяоді             | 6–7(2), 6–4, [5–10] |
| Поразка   | 0–2 | Тра 2018 | Kunming Open, КНР | Ґрунт    | Сунь Сюйлю | Даліла Якупович Ірина Хромачова | 1–6, 1–6            |